# Ладакх (хребет)
Ладакх е високопланински хребет, издигащ се на север от Хималаите, в най-горното течение на река Инд, на териториите на Индия (северозападната ѝ част) и Китай (югоизточната му част). Простира се от северозапад на югоизток на протежение над 600 km, от устието на река Шайо (десен приток на Инд) до изворите на река Сатледж. На север долината на река Шайо го отделя от планинската система на Каракорум, на югоизток двете съставящи реки на Инд – от хребета Кайлас (съставна част на Трансхималаите), а на югозапад долината река Инд – от мощния хребет Заскар. Максимална височина 6332 m. Изграден е предимно от гнайси и гранити и в по-малка степен от седиментни скали. Преобладават скалистите зъбчати върхове, като североизточните му склонове са полегати, а югозападните стръмни. Централната му част е проломена от най-горното течение на река Инд, като на практика се образуват два отделни хребета. На височина около 5500 – 5700 m са развити големи заравнени повърхности, препокрити от морени. В билната му зона има многочислени фирнови полета и ледници. Югозападните му склонове са заети от редки храсти, върба джудже и кедър, а по североизточните склонове преобладават ландшафтите на студените пустини.